# Кели Убре Млађи
Кели Пол Убре Млађи (енгл. Kelly Paul Oubre Jr.; Њу Орлеанс, Луизијана, 9. децембар 1995) амерички је кошаркаш. Игра на позицији крила, а тренутно наступа за Филаделфија севентисиксерсе.

## Детињство и младост
Убре Млађи је рођен у Њу Орлеансу као друго дете Келија Убреа Старијег и Тоније Колеман. Убре и његова породица су живели у насељу Магнолија све док их Ураган Катрина није присилио да се преселе у Тексас. Убре је похађао Средњу школу Џорџ Буш у Тексасу. У сезони 2014/15. играо је за Канзас џејхоксе.

## Професионална каријера

### Финикс санси (2018—2020)
Његова дотадашња каријера је достигла врхунац 2019. године, када је постигао 26 поена у победи над Сакраменто кингсима.  
Месец дана касније постигао је 26 поена, а затим врхунац каријере са 12 скокова у поразу оф Голден Стејт вориорса.
Убре је 16. јула 2019. са Финикс сансима потписао двогодишњи уговор вредан 30 милиона долара. 
Упркос томе што је 24. фебруара 2020. играо целих 38 минута у победничкој утакмици против Јута џеза, Убре је искључен из игре следећег дана због повреде десног колена. Повреда је касније дијагностикована као цепање десног менискуса.

## Статистике каријере

### НБА

#### Регуларна сезона
| Сезона   | Екипа     | ОУ  | СУ | МПУ  | ПШ%  | 3П%  | СБ%  | СПУ | АПУ | УПУ | БПУ | ППУ  |
| -------- | --------- | --- | -- | ---- | ---- | ---- | ---- | --- | --- | --- | --- | ---- |
| 2015/16. | Вашингтон | 63  | 9  | 10.7 | .427 | .336 | .633 | 2.1 | .2  | .3  | .1  | 3.7  |
| 2016/17. | Вашингтон | 79  | 5  | 20.3 | .421 | .287 | .758 | 3.3 | .6  | .7  | .2  | 6.3  |
| 2017/18. | Вашингтон | 81  | 11 | 27.5 | .403 | .341 | .820 | 4.5 | 1.2 | 1.0 | .4  | 11.8 |
| 2018/19. | Вашингтон | 29  | 7  | 26.0 | .433 | .311 | .800 | 4.4 | .7  | .9  | .7  | 12.9 |
| 2019/20. | Финикс    | 40  | 12 | 29.5 | .453 | .325 | .761 | 4.9 | 1.6 | 1.4 | 1.0 | 16.9 |
| Каријера | Каријера  | 292 | 44 | 22.1 | .424 | .321 | .778 | 3.7 | .8  | .8  | .4  | 9.4  |

#### Плеј-оф
| Сезона   | Екипа     | ОУ | СУ | МПУ  | ПШ%  | 3П%  | СБ%  | СПУ | АПУ | УПУ | БПУ | ППУ |
| -------- | --------- | -- | -- | ---- | ---- | ---- | ---- | --- | --- | --- | --- | --- |
| 2017.    | Вашингтон | 12 | 0  | 15.3 | .426 | .367 | .700 | 2.3 | .3  | .8  | .4  | 5.8 |
| 2018.    | Вашингтон | 6  | 1  | 24.7 | .375 | .211 | .889 | 3.8 | .7  | 1.0 | .5  | 9.3 |
| Каријера | Каријера  | 18 | 1  | 18.4 | .404 | .306 | .821 | 2.8 | .4  | .9  | .4  | 7.0 |

#### Колеџ
| Сезона   | Екипа           | ОУ | СУ | МПУ  | ПШ%  | 3П%  | СБ%  | СПУ | АПУ | УПУ | БПУ | ППУ |
| -------- | --------------- | -- | -- | ---- | ---- | ---- | ---- | --- | --- | --- | --- | --- |
| 2014/15. | Канзас џејхокси | 36 | 27 | 21.0 | .444 | .358 | .718 | 5.0 | .8  | 1.1 | .4  | 9.3 |